# Parlamentswahl in Gibraltar 2007
- GSLP: 4
- LPG: 3
- GSD: 10

Die Parlamentswahl in Gibraltar 2007 fand am 11. Oktober 2007 statt.

## Wahlergebnis
Die Partei Gibraltar Social Democrats erreichte 76.334 Wählerstimmen (49,3 %) und gewann zehn Abgeordnetensitze. Die Partei Gibraltar Socialist Labour Party erreichte 49.277 Wählerstimmen (31,8 %) und gewann vier Abgeordnetensitze. Die Liberal Party of Gibraltar erreichte 21.120 Wählerstimmen (13,6 %) und gewann drei Abgeordnetensitze. Die GSLP und die LPG bildeten wie in der Wahl zuvor das Wahlbündnis GSLP–Liberal Alliance.
| Parlamentswahl von Gibraltar 2007 | Parlamentswahl von Gibraltar 2007 | Parlamentswahl von Gibraltar 2007 | Parlamentswahl von Gibraltar 2007 | Parlamentswahl von Gibraltar 2007 | Parlamentswahl von Gibraltar 2007 | Parlamentswahl von Gibraltar 2007 | Parlamentswahl von Gibraltar 2007 | Parlamentswahl von Gibraltar 2007 |
| Partei                            | Partei                            | Partei                            | Partei                            | Stimmen                           | %                                 | ±                                 | Sitze                             | ±                                 |
| --------------------------------- | --------------------------------- | --------------------------------- | --------------------------------- | --------------------------------- | --------------------------------- | --------------------------------- | --------------------------------- | --------------------------------- |
|                                   | Gibraltar Social Democrats        | Gibraltar Social Democrats        | Gibraltar Social Democrats        | 76.334                            | 49,33 %                           | ▼2,12 %                           | 10                                | ▲2                                |
|                                   | Alliance                          |                                   | Gibraltar Socialist Labour Party  | 49.277                            | 31,84 %                           | ▲6,76 %                           | 4                                 | ▼1                                |
|                                   | Alliance                          | Liberal Party                     | 21.120                            | 13,65 %                           | ▼0,96 %                           | 3                                 | ▲1                                |                                   |
|                                   | Alliance                          | Alliance Gesamt                   | 70.397                            | 45,49 %                           | ▼5,80 %                           | 7                                 | ▬                                 |                                   |
|                                   | Progressive Democratic Party      | Progressive Democratic Party      | Progressive Democratic Party      | 5.799                             | 3,75 %                            | Neu                               | 0                                 | Neu                               |
|                                   | Unabhängige                       | Unabhängige                       | Unabhängige                       | 2.213                             | 1,43 %                            | Neu                               | 0                                 | Neu                               |
| Gesamt                            | Gesamt                            | Gesamt                            | Gesamt                            | 154.743                           | 100 %                             |                                   | 17                                | ▲2                                |